# Verschwindenlassen

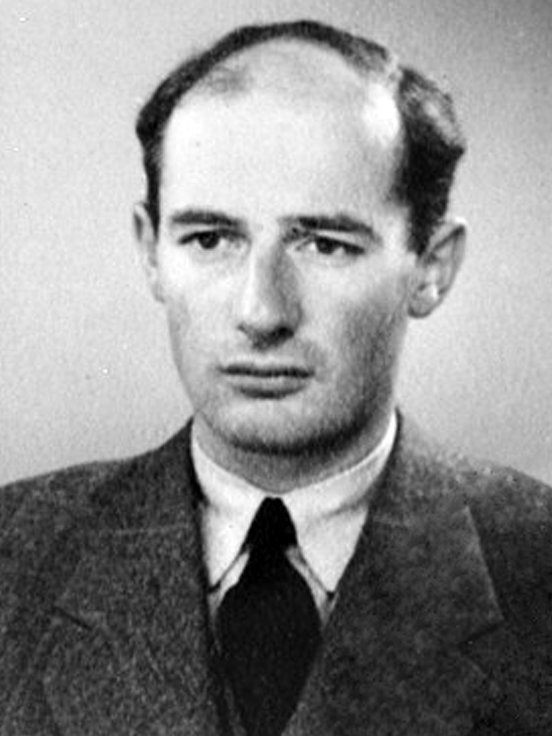
Raoul Wallenberg, ein schwedischer Diplomat in Budapest, der in der Endphase des Zweiten Weltkriegs tausende ungarischer Juden vor der Ermordung im Holocaust bewahrt hatte, wurde Anfang 1945 von Angehörigen der Roten Armee und des NKWD in die Sowjetunion verschleppt, die seine Entführung lange abstritt. Weder die Gründe seiner Verhaftung und sein Verbleib, noch Umstände und Zeitpunkt seines Todes sind bis heute geklärt.

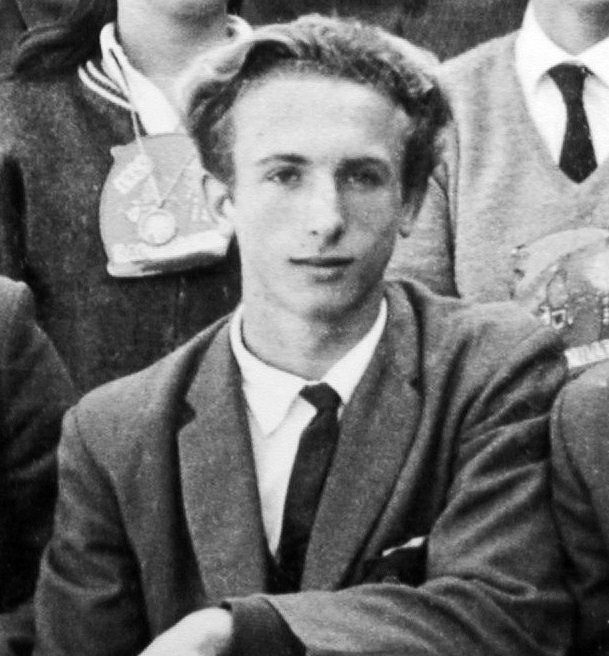
Der deutsch-argentinische Student Klaus Zieschank wurde im März 1976 unter der argentinischen Militärdiktatur von Militärangehörigen entführt, die anonym blieben. Etwa zwei Monate später fand man seinen Leichnam an einem Flussufer. Er wurde jedoch zunächst anonym bestattet und erst 1985 identifiziert. Sein Schicksal ähnelt dem zehntausender Verschwundener (Desaparecidos) im Südamerika der 1970er- und 1980er-Jahre.

Die Erzwingung des spurlosen Verschwindens von Menschen, auch Verschwindenmachen, Verschwindenlassen oder Erzwungenes Verschwinden genannt (span. desaparición forzada, engl. forced disappearance), ist ein Instrument der Willkürherrschaft, mit dem staatliche oder quasi-staatliche Organe Menschen in ihre Gewalt bringen und dem Schutz des Gesetzes längere Zeit entziehen, dies aber gegenüber der Öffentlichkeit leugnen. Es dient in der Regel der Unterdrückung politischer Gegner sowie anderer missliebiger Personen und gilt als eine der schwerwiegendsten Menschenrechtsverletzungen.
Das 2002 in Kraft getretene Rom-Statut definiert das Verschwindenlassen, wie folgt, als Verbrechen gegen die Menschlichkeit:

„Zwangsweises Verschwindenlassen von Personen bedeutet die Festnahme, den Entzug der Freiheit oder die Entführung von Personen; durchgeführt, unterstützt oder gebilligt durch einen Staat oder eine politische Organisation, gefolgt von der Weigerung, diese Freiheitsberaubung anzuerkennen oder Auskunft über das Schicksal oder den Verbleib dieser Personen zu erteilen, in der Absicht, sie für längere Zeit dem Schutz des Gesetzes zu entziehen.“

Die Definition bildet eine der völkerrechtlichen Normen für die Rechtsprechung des Internationalen Strafgerichtshofs in Den Haag.
Die Opfer werden meist durch anonyme Mitglieder von Sicherheitskräften verhaftet oder entführt und an einem geheim gehaltenen Ort festgehalten. Angehörige und Öffentlichkeit erfahren auch auf ausdrückliche Nachfrage oder gerichtliche Anordnung nichts über ihren Verbleib. In vielen Fällen werden sie auch gefoltert und nach einiger Zeit ohne gerichtliches Verfahren umgebracht. Auch die Leichen werden beseitigt. Da die Ermordung in der Regel streng geheim gehalten wird und staatliche Behörden jegliche Beteiligung strikt abstreiten, verbleiben Angehörige und Freunde oft jahrelang in einem verzweifelten Zustand zwischen Hoffnung und Resignation.
Als systematisches Mittel staatlichen Terrors wurde das Verschwindenlassen im großen Stil erstmals von der Tscheka, dem Geheimdienst der neu gegründeten Sowjetunion, angewendet. Im Lagersystem des Gulag wurden insbesondere zur Zeit Stalins Millionen von Menschen inhaftiert, von denen viele spurlos verschwanden. Während des Zweiten Weltkriegs ließ das sowjetische NKWD insgeheim Tausende polnischer Offiziere ermorden. Das Massaker von Katyn wurde von der UdSSR jahrzehntelang geleugnet. Nach dem Krieg dehnte die Sowjetunion die Praxis des Verschwindenlassens auf die von ihr kontrollierten Staaten aus. 
Ein besonders bekanntes Beispiel aus den 1970er- und 1980er-Jahren ist das Schicksal mehrerer hunderttausend so genannter Desaparecidos (dt. Verschwundene) in Lateinamerika, die Opfer rechtsgerichteter Militärdiktaturen wurden. In neuerer Zeit wurden die USA für ihre Vorgehensweise im „Krieg gegen den Terror“ kritisiert, bei der Terrorverdächtige entführt (Extraordinary rendition) und ohne Gerichtsverfahren in Geheimgefängnissen (Black sites) gefangen gehalten wurden.
Amnesty International hat festgestellt, dass dies auch von einer Vielzahl weiterer Länder praktiziert wird, und zwar teilweise, um etwa politisch missliebige Personen unter dem Vorwand der Terrorismusbekämpfung grundlos festzuhalten oder sogar zu töten. Der Schutz von gewaltsam „Verschwundenen“ ist eines der zentralen Tätigkeitsgebiete von Amnesty International. So werden Mitglieder in Form von Kampagnen aufgefordert, Briefe oder E-Mails an Regierungsmitglieder des Täterlandes zu schreiben, um öffentliche Aufmerksamkeit auf die Opfer zu lenken und sie dadurch zu schützen.

## Geschichte

### Vor- und Rechtsgeschichte: Von „Habeas Corpus“ zum modernen Rechtsstaat
Im Mittelalter und in der früheren Neuzeit verfügten Könige und Fürsten nach Belieben und willkürlich über Freiheit und Leben ihrer Untertanen und ließen diese regelmäßig, auch ohne Benachrichtigung von Angehörigen, „verschwinden“ – solches Handeln wird jedoch heute üblicherweise nicht mit dem modernen Begriff des „Verschwindenlassens“ bezeichnet. Die vergesetzliche Auffassung, dass der Staat eine Verantwortung gegenüber dem Individuum hat und dieses nicht nach Gutdünken gefangen nehmen und töten durfte, wurde erstmals im England des 17. Jahrhunderts mit der so genannten Habeas-Corpus-Gesetzgebung festgeschrieben, die das Handeln der Herrschenden entsprechend einschränkte. Der moderne Rechtsstaat, der sich in Europa im Wesentlichen im 19. Jahrhundert entwickelte, fügte diesen Einschränkungen weitere hinzu, denen zufolge staatliches Handeln die Rechte des Individuums als absoluten Maßstab nehmen muss:

„Rechtsstaatlichkeit bedeutet, daß die Ausübung staatlicher Macht nur auf der Grundlage der Verfassung und von formell und materiell verfassungsmäßig erlassenen Gesetzen mit dem Ziel der Gewährleistung von Menschenwürde, Freiheit, Gerechtigkeit und Rechtssicherheit zulässig ist.“

Die modernen Formen des erzwungenen Verschwindens von Menschen stellen fundamentale Brüche dieser Prinzipien dar, weshalb sie in demokratischen Rechtsstaaten nach geltenden Gesetzen praktisch durchweg illegal sind. Daher müssen die Täter, die typischerweise aus Politik, Militär, Polizei oder Geheimdiensten stammen, damit rechnen, etwa nach dem Wechsel zu einer anderen Regierung wegen schwerer Verbrechen (z. B. Freiheitsberaubung, Folter und Mord) angeklagt und verurteilt zu werden. Um dem vorzubeugen, werden die Taten in der Regel streng geheim gehalten. Zuweilen wird auch versucht, durch entsprechende, meist mit einem angeblichen „Staatsnotstand“ begründete Gesetze eine juristische Rechtfertigung für derartiges Handeln zu schaffen, siehe etwa die hochumstrittenen US-amerikanischen Gesetze Military Commissions Act von 2006 und National Defense Authorization Act von 2012.

### Hitlers Nacht-und-Nebel-Erlass

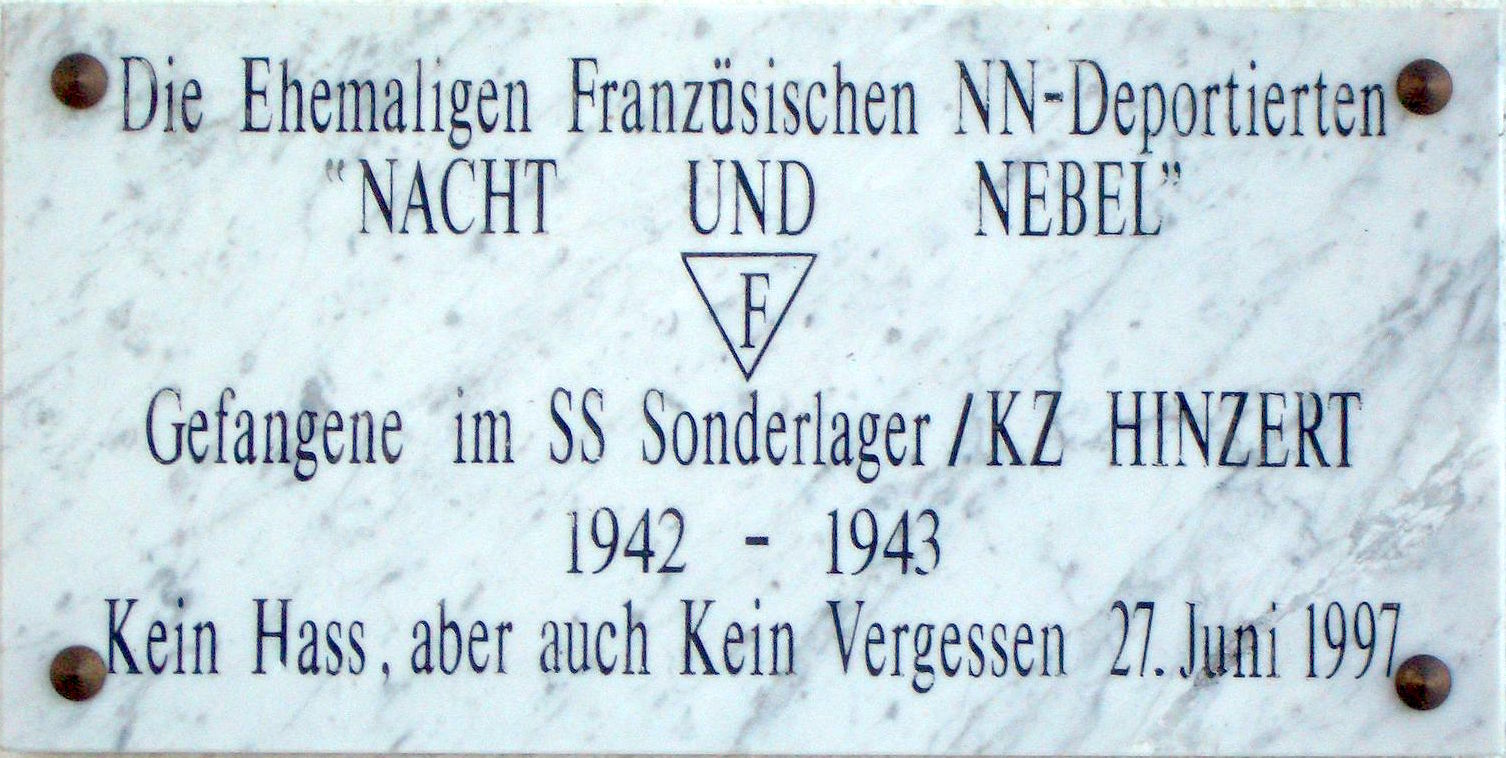
Erinnerungstafel für französische Nacht- und Nebelopfer, KZ Hinzert

Einer der ersten systematischen Einsätze der Taktik des Verschwindenlassens wurde 1941 durch Hitlers sogenannten Nacht-und-Nebel-Erlass vom 7. Dezember 1941 begonnen. Der Erlass hatte die Form einer geheimen Richtlinie und war schriftlich festgehalten, womit erstmals eine systematische Anweisung für derartiges staatliches Handeln definiert wurde. Hintergrund war die Erkenntnis, dass in den von deutscher Seite besetzten Gebieten Frankreichs durchgeführte Festnahmen und längerdauernde Prozesse dazu führten, dass die Ermordeten als Märtyrer gefeiert und der Widerstand gestärkt wurde. Franzosen und andere Staatsangehörige aus besetzten westlichen Ländern, die sich den Deutschen im Zweiten Weltkrieg widersetzten, wurden daher entführt und auf deutsches Territorium gebracht, wo sie völlig isoliert blieben.

### Sowjetische Besatzungszone
Die Behörden der Sowjetischen Besatzungszone (SBZ) übernahmen in den Nachkriegsjahren diese Methoden; die Zahlen der in den so genannten Speziallagern spurlos Verschwundenen waren denn auch im deutschen Osten in den Jahren 1945 bis 1949 hoch, nach Schätzungen gab es bis zu 150.000 Opfer. Das Tatgebiet führte bis in die Berliner Westsektoren hinein. Eines der heute bekannteren Opfer dieser Politik war 1951 der Vater des späteren deutschen Bundespräsidenten Joachim Gauck, dessen Familie ebenfalls lange Zeit von den DDR-Behörden absolut nichts über das Schicksal des Verhafteten erfuhr.

### Die französische Doktrin

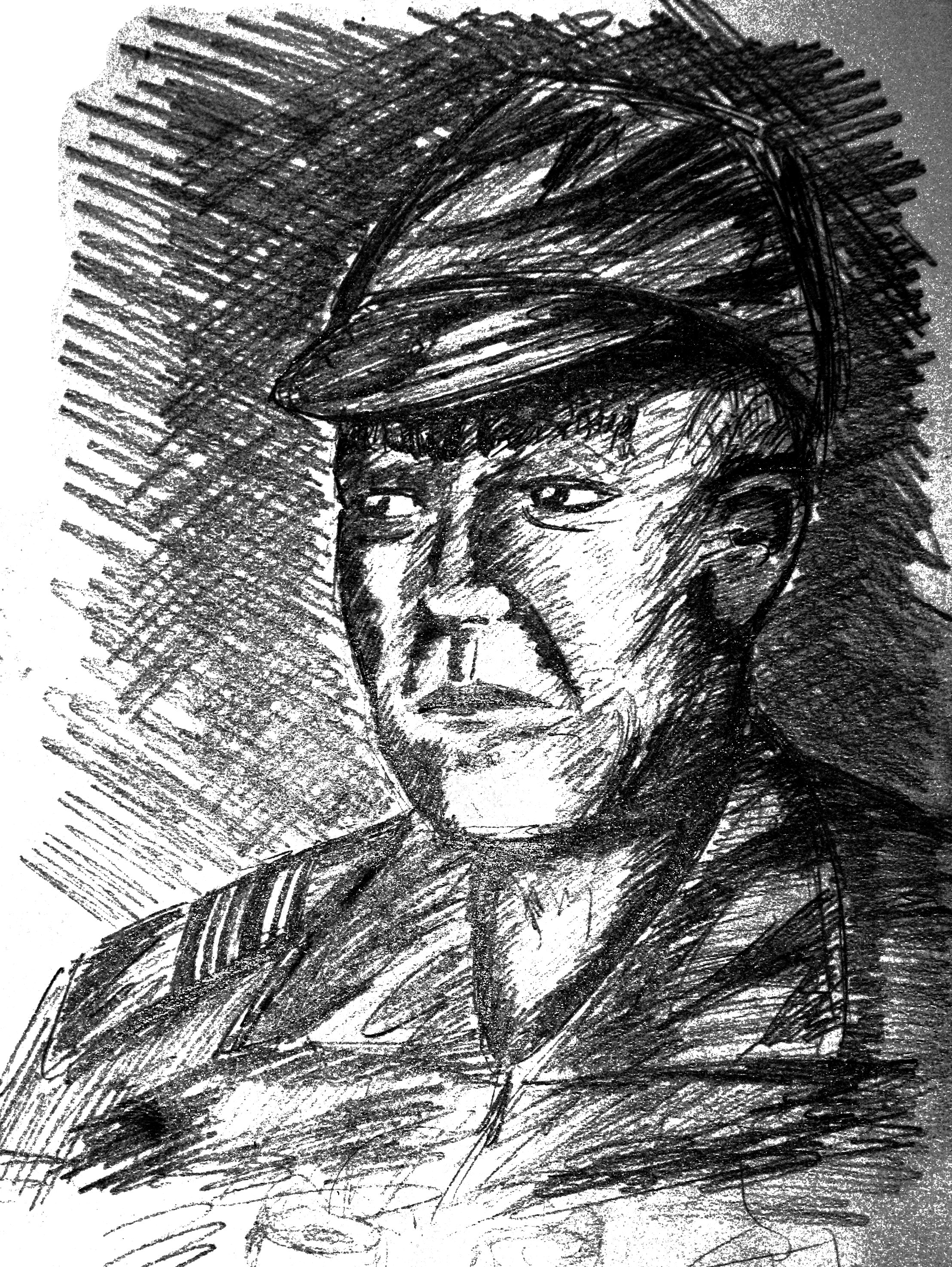
Zeichnung von Roger Trinquier, einem französischen Fallschirmjäger-Offizier und Theoretiker des „modernen Kriegs“ gegen Aufständische, was später unter dem Schlagwort „Schmutziger Krieg“ bekannt wurde.

Frankreich wandte das Verschwindenlassen massiv im Rahmen der französischen Doktrin im Algerienkrieg in den 1950er-Jahren an, besonders in der so genannten Schlacht von Algier. Dabei gingen französische Fallschirmjägertruppen gegen die algerische Befreiungsbewegung FLN mit den Methoden des später so bezeichneten „Schmutzigen Kriegs“ vor. Der Offizier Roger Trinquier verfasste ein militärtheoretisches Buch (La guerre moderne) zu diesen Methoden, das noch heute als Standardwerk zur Bekämpfung von Aufständischen in asymmetrischen Konflikten gilt. Diese menschenrechtsverletzenden Methoden führten nach ihrem teilweisen Bekanntwerden jedoch zu einer massiven innen- und außenpolitischen Schwächung Frankreichs, wodurch es sich trotz der fast vollständigen physischen Vernichtung der FLN wenige Jahre später aus Algerien zurückziehen musste. Bis heute werden diese Vorkommnisse, vor allem der massive Einsatz der Folter und die ungesetzliche Tötung von Verdächtigen, in Frankreich weitgehend tabuisiert.
Die französische Journalistin Marie-Monique Robin hat recherchiert, dass die französische Doktrin von Frankreich in den 1970er-Jahren nach Lateinamerika exportiert wurde, wo sie in den Militärdiktaturen in Chile und Argentinien Anwendung fand. Französische Militär- und Geheimdienstberater spielten demnach auch eine wichtige Rolle bei der Ausbildung einiger der an der Operation Condor beteiligten Geheimdienste. Allein in Argentinien folterten und ermordeten die Militärs auf Basis dieser Methoden bis zu 30.000 Menschen als vermeintliche Staatsfeinde (siehe unten).
Die Praktiken der französischen Doktrin wurden dann in den 1990er-Jahren auch durch die algerische Regierung, die in der Tradition der FLN steht, im Algerischen Bürgerkrieg gegen die eigene Bevölkerung angewandt.

### Vietnamkrieg
Im Vietnamkrieg wurde das Verschwindenlassen als Teil der psychologischen Kriegführung praktiziert. Hintergrund war die Erkenntnis, dass nicht so sehr der Tod von Angehörigen die in den Krieg verwickelten Vietnamesen psychisch verwundbar machte, sondern die Unmöglichkeit, die einem Toten zustehende Trauer- und Abschiedszeremonie vollziehen zu können.

### Nordirlandkonflikt
Im Nordirlandkonflikt, der ab 1969 eskalierte und in den 1970er-Jahren seinen Höhepunkt erreichte, wandte die IRA mehrfach das Mittel des Verschwindenlassens von Personen, die mutmaßlich Verräter an der irisch-republikanischen Seite waren, an. Die sterblichen Überreste dieser sogenannten Disappeared, die von der IRA entführt und ermordet worden waren, wurden in den folgenden Jahrzehnten an verschiedenen Orten in Nordirland und anderswo entdeckt. Seit dem Karfreitagsabkommen von 1998 bemüht sich eine gemeinschaftliche irisch-britische Kommission um die Klärung der Schicksale dieser Verschwundenen.

### Nordzypern
Im Zuge der Besetzung des Nordens der Republik Zypern durch die Türkei im Rahmen der Operation Atilla gerieten rund 1500 Zyprer in Gefangenschaft und gelten bis heute als vermisst. Das Committee on Missing Persons in Cyprus (CMP) forscht nach dem Schicksal der Personen.

### Der „schmutzige Krieg“ in Lateinamerika

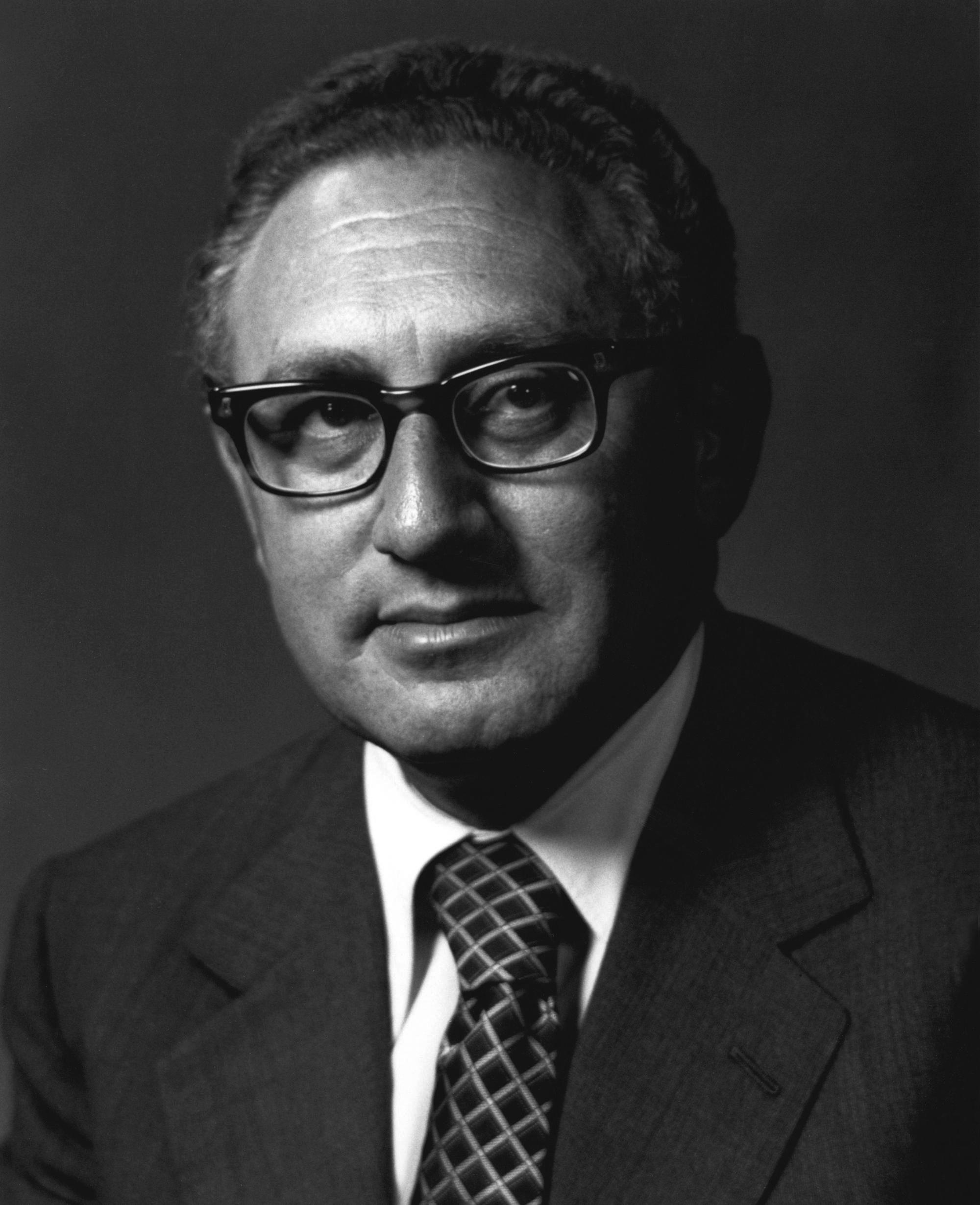
US-Außenminister Henry Kissinger sagte Vertretern der argentinischen Militärdiktatur im Juni 1976, dass er hoffe, dass sie ihr „Terrorismusproblem so schnell wie möglich unter Kontrolle bringen“ würden. Der argentinische Außenminister, der mit scharfer Kritik gerechnet hatte, war danach in „euphorischer Stimmung“. In den nächsten sieben Jahren ermordeten die Militärs in ihrem selbsterklärten „Schmutzigen Krieg“ bis zu 30.000 Menschen, die sie überwiegend spurlos verschwinden ließen.

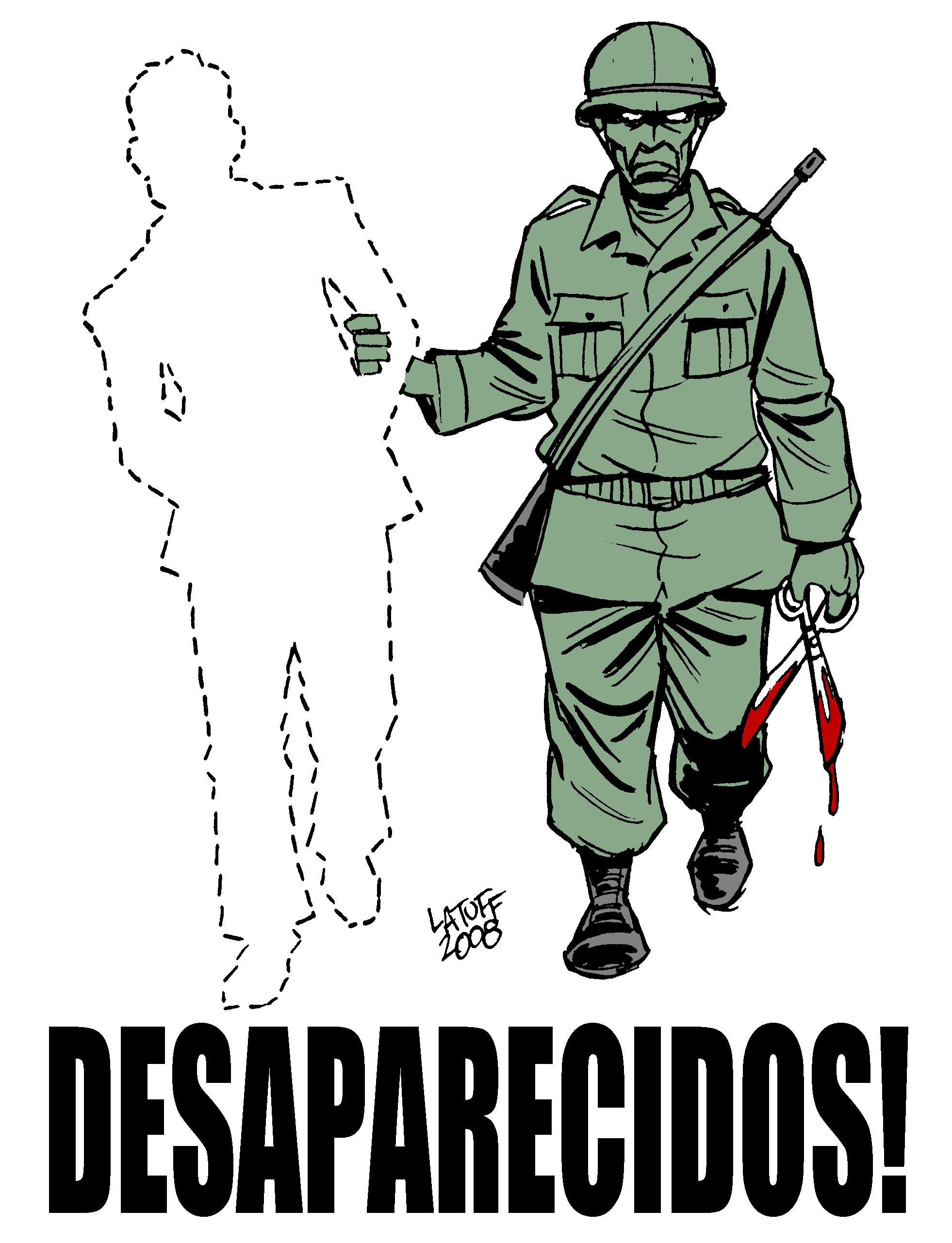
Illustration des brasilianischen Cartoonisten Carlos Latuff als „Tribut an den verschwundenen Dokumentarfilmer Raymundo Gleyzer und an alle verschwundenen Opfer der US-unterstützten rechtsgerichteten Diktaturen in Südamerika“.

In Lateinamerika wurden in den 1970er- und 1980er-Jahren fast alle Länder längere Zeit von rechtsgerichteten, oft von den USA politisch unterstützten Militärdiktaturen regiert. Diese unterdrückten fast durchweg mit Gewalt die meist links stehende Opposition in so genannten Schmutzigen Kriegen. Ein verbreitetes Mittel dazu war das heimliche Verschwindenlassen von missliebigen Personen durch anonym bleibende Mitglieder von Sicherheitskräften. Die Opfer wurden während der Haft in Geheimgefängnissen meist gefoltert und erniedrigt, und in sehr vielen Fällen anschließend ermordet (siehe Desaparecidos). Dabei konnte es zur Verhaftung und Ermordung teilweise schon ausreichen, wenn der Name in „verdächtigem“ Zusammenhang auftauchte oder das Opfer zufällig einen (bereits verhafteten) Verdächtigen kannte, der den Namen unter der Not der Folter genannt hatte.
Allein während der Militärdiktatur in Argentinien von 1976 bis 1983 verschwanden auf diese Weise bis zu 30.000 Menschen spurlos. Nach dem Übergang der Staaten zur Demokratie, meist in den 1980er- und 1990er-Jahren, wurde die Strafverfolgung solcher Verbrechen in vielen Ländern durch generelle Amnestiegesetze für die Täter jahrelang verhindert. Diese wurden in den letzten Jahren jedoch in mehreren Ländern rückwirkend aufgehoben, so dass zahlreiche ehemalige Diktatoren und Folterer mittlerweile bestraft wurden oder noch vor Gericht stehen.
Diese massiven Menschenrechtsverletzungen wurden dabei durchaus planmäßig und in vollem Bewusstsein der Unrechtmäßigkeit durchgeführt. So hatte der argentinische General Luciano Benjamín Menéndez bereits zu Beginn der Machtübernahme des Militärs angekündigt: „Wir werden 50.000 Menschen töten müssen. 25.000 Subversive, 20.000 Sympathisanten und wir werden 5.000 Fehler machen.“ Im Juli 2010 wurde Menéndez wegen seiner damaligen Beteiligung an Verbrechen gegen die Menschlichkeit erneut, zum insgesamt vierten Mal, zu einer lebenslangen Haftstrafe verurteilt. Bei der Urteilsverkündung stand das Publikum, das zum Großteil aus Angehörigen von Verschwundenen und Menschenrechtsaktivisten bestand, auf und applaudierte.
Die Gesamtbilanz der lateinamerikanischen Repressionspolitik in den 1970er- und 1980er-Jahren liegt nach Schätzungen von Menschenrechtsorganisationen bei etwa 50.000 Ermordeten, 350.000 dauerhaft „Verschwundenen“ und 400.000 Gefangenen.
Siehe für weitere Hintergründe auch: Beziehungen zwischen Lateinamerika und den Vereinigten Staaten #1970er Jahre: Die Ära der Juntas

### Vorgehen der USA im Krieg gegen den Terror

Logo von Amnesty International. Eines der zentralen Tätigkeitsgebiete der Organisation ist, das Schicksal von „verschwundenen“ Menschen bekannt zu machen, die von staatlichen Sicherheitskräften aus politischen oder religiösen Gründen entführt wurden. Außerdem macht sie systematische Verletzungen der Menschenrechte durch Staaten bekannt und drängt auf deren Einhaltung.

#### Geheimgefängnisse
Seit etwa 2001 waren die USA dazu übergegangen, terrorverdächtige Personen ohne gesetzliche Grundlage zu entführen (Extraordinary rendition) und ohne Gerichtsverfahren über längere Zeit in weltweit verteilten Geheimgefängnissen zu inhaftieren, die das US-Militär als Black sites bezeichnet. Es sind mehrere Fälle bekannt geworden, bei denen sich nach mehrmonatiger bis jahrelanger Haft herausstellte, dass die Verhafteten unschuldig bzw. Opfer einer Verwechslung waren. Der bekannteste ist der des in Deutschland lebenden Türken Murat Kurnaz, ein weiterer aufsehenerregender Fall war der des völlig unschuldigen Kanadiers Maher Arar, der von den USA festgenommen und dann im Jahr 2002 nach Syrien überstellt wurde. Dort war er zehn Monate unter unmenschlichen Bedingungen gefangen und wurde nach eigenen Angaben gefoltert.
Da die CIA offiziell keine Folter anwenden darf, wurde es gängige Praxis, die Gefangenen in befreundete Länder auszufliegen, wo sie von Verhörspezialisten dieser Länder vernommen werden. Besonders kritisiert wurde in diesem Zusammenhang die auch von US-Stellen mehrfach bestätigte Tatsache, dass dabei Länder bevorzugt werden, die systematisch foltern, etwa Syrien und Ägypten.
Im Jahr 2006 erklärte der oberste Gerichtshof der USA einige der oben angeführten Praktiken der US-Regierung für ungesetzlich. Um eine legale Grundlage für ihr weiteres Vorgehen zu schaffen, schuf die Bush-Regierung daher das umstrittene Gesetz Military Commissions Act. In einem in der Öffentlichkeit wenig beachteten Teil enthält das Gesetz eine Art Generalamnestie für von US-Bürgern verübte Verbrechen vor Inkrafttreten des Gesetzes, was von Kommentatoren als auf die oben genannten Praktiken bezogen gedeutet wurde. Die Regierung von Präsident Bush forderte jahrelang eine Immunität für US-Bürger vor dem Internationalen Strafgerichtshof in Den Haag, die dieser aber nicht gewähren wollte. Mit mehr als 50 Staaten haben die USA daher inzwischen bilaterale Abkommen geschlossen, die eine Auslieferung von US-Bürgern aus diesen Ländern nach Den Haag verhindern sollen.

#### Deutsche Haftbefehle gegen CIA-Agenten
In Deutschland sind im Zusammenhang mit der Entführung des deutschen Staatsbürgers Khaled al-Masri gegen zehn CIA-Agenten Haftbefehle ausgesprochen worden. In Italien werden wegen der Entführung des Imams Abu Omar 26 CIA-Agenten per Haftbefehl gesucht.
Nach offiziellen US-Angaben von 2006 waren die von der CIA betriebenen Geheimgefängnisse im Laufe dieses Jahres geschlossen worden. Laut einem Bericht der Financial Times wurde diese unter anderem vom Menschenrechtsrat der UNO lange geforderte Entscheidung dadurch beschleunigt, dass Verhörspezialisten der CIA sich wegen der unklaren Rechtslage geweigert hatten, in diesen Einrichtungen weiterhin Gefangene zu verhören.

#### Veränderungen unter Obama
Am 21. Januar 2009, an einem der ersten Tage nach seiner Amtsübernahme, befahl Präsident Barack Obama mit sofortiger Wirkung die Schließung aller CIA-Geheimgefängnisse. Zumindest die im Wahlkampf zugesagte Schließung von Guantánamo (Guantanamo Bay Naval Base) wurde bis heute nicht umgesetzt.

#### Dauerhaft verschwundene Terrorverdächtige
Im Jahr 2006 veröffentlichte ein Zusammenschluss von sechs Menschenrechtsorganisationen, darunter Amnesty International und Human Rights Watch, eine Liste mit 36 Personen, die entweder erwiesenermaßen oder mit hoher Wahrscheinlichkeit von US-Behörden unter Terrorverdacht gefangen gehalten wurden, und die „verschwunden“ (englisch disappeared) seien. Sie seien weder wieder aufgetaucht, noch würden die US-Behörden Fragen zu ihrem weiteren Schicksal oder deren Verbleib beantworten. Die Juraprofessorin Margaret Satterthwaite äußerte im April 2009 dazu:

“Until the U.S. government clarifies the fate and whereabouts of these individuals, these people are still disappeared, and disappearance is one of the most grave international human rights violations.”

„Bis die US-Regierung das Schicksal und den Verbleib dieser Individuen aufklärt, sind diese Menschen noch verschwunden, und Verschwindenlassen ist eine der schwerwiegendsten internationalen Menschenrechtsverletzungen.“

### Belarus

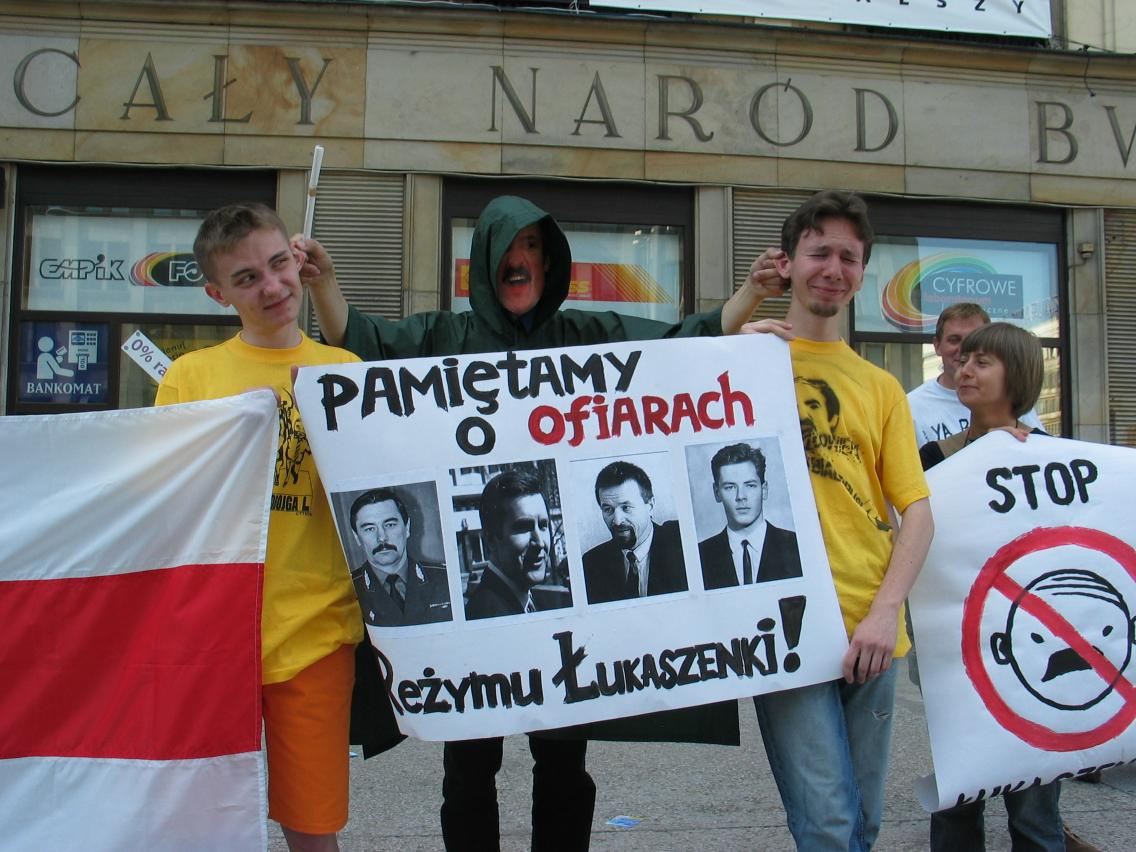
Demonstration in Warschau zur Erinnerung an die Personen Jury Sacharanka, Wiktar Hantschar, Anatoli Krassouski und Dmitri Sawadski

In den Jahren 1999 und 2000 verschwanden fünf belarussische oppositionelle Aktivisten. Dabei handelte es sich um Wiktar Hantschar, Dmitri Sawadski, Jury Sacharanka, Anatoli Krassouski und die später wiederaufgetauchte Tamara Winnikowa. Ermittlungen des Europarates legten dabei nahe, dass diese von sogenannten Todesschwadronen mit engsten Kontakten zur Staatsführung entführt und ermordet wurden.

### China
In China verschwanden nach einem CNN-Bericht vom Juni 2017 zahlreiche Geschäftsführer. Einige tauchten bald wieder auf; andere blieben monate- oder jahrelang verschwunden.
In einer Arte-Reportage wird im September 2019 berichtet, dass der in China erfolgreiche Unternehmer Hu Kexin, der in Frankreich Ackerland kaufte und Bäcker anstellte, um französisches Brot nach China zu importieren, plötzlich verschwand. Nach aktuellen Einträgen auf der Seite seines Konzerns Reward Group führt er aber anscheinend doch weiterhin zusammen mit seiner Tochter aktiv das Unternehmen.

## Tatbestand im deutschen Recht und deutsche Rechtspraxis
Mit dem Vordringen des Rechtsstaatsgedankens in den Strafprozess des 19. Jahrhunderts wurde erstmals das Recht des Festgenommenen normiert, seine Angehörigen zu informieren. Eine Pflicht zu deren Benachrichtigung durch die Behörden gelangte erst nach 1945 ins deutsche Recht. 1949 wurde ein subjektives Grundrecht im deutschen Grundgesetz verankert, die Strafprozessordnung zog nach. Die Bundesrepublik hat somit seit vielen Jahren eine valide Vorschrift. Langsamer vollzieht sich dieser Schutz auf internationaler Ebene. Diverse völkerrechtliche Normen bleiben derzeit noch hinter dem deutschen Niveau zurück.
Im Grundgesetz drückt sich das oben Genannte konkret in Art. 104 Abs. 4 aus. Dieser formuliert die Maxime, dass der Staat keinen Menschen spurlos verschwinden lassen darf, was sich in der unausweichlichen Pflicht der Benachrichtigung eines Angehörigen oder Bekannten des Verhafteten ausdrückt:

„Von jeder richterlichen Entscheidung über die Anordnung oder Fortdauer einer Freiheitsentziehung ist unverzüglich ein Angehöriger des Festgehaltenen oder eine Person seines Vertrauens zu benachrichtigen.“

Es wurde jedoch teilweise kritisiert, dass dies in der deutschen Rechtspraxis häufig als Kann-Bestimmung ausgelegt und daher keineswegs durchgehend befolgt werde. Der Jurist und Hochschullehrer Miloš Vec merkte dazu an:

„[… dass] der überwältigende Teil der deutschen Richter die strikt normierte Benachrichtigungspflicht zu einem bloßen Recht auf Benachrichtigung herabstuft und damit aushöhlt. Im rechtsstaatlichen Wohlstand der Bundesrepublik gilt ihnen die informationelle Selbstbestimmung höher als ein unzeitgemäß scheinendes Vehikel.“

Seit 3. August 2024 gilt § 234b Strafgesetzbuch (Deutschland) (StGB), der das Verschwindenlassen von Personen mit Freiheitsstrafe bis zu 15 Jahren bedroht (Höchstmaß ergibt sich aus § 38 StGB).

### Bezug zum internationalen Recht: Völkerstrafgesetzbuch
Das Völkerstrafgesetzbuch (VStGB) regelt in Deutschland die Folgen der Straftaten gegen das Völkerrecht, und damit auch Fälle des Verschwindenlassens als Verbrechen gegen die Menschlichkeit (siehe unten). Das Gesetz trat im Juni 2002 in Kraft. Es passte das deutsche materielle Strafrecht an die Regelungen des Rom-Statuts (siehe unten) an und schaffte damit die Voraussetzungen ihrer Verfolgung durch die deutsche Strafjustiz. Damit erfolgte die Schaffung neuer Strafbestimmungen für Verbrechen gegen die Menschlichkeit, Kriegs- und Bürgerkriegsverbrechen, sowie die Überführung des Völkermordtatbestands aus dem deutschen Strafgesetzbuch (StGB).
Nach § 1 VStGB unterliegen Völkermord, Verbrechen gegen die Menschlichkeit und Kriegsverbrechen dem Weltrechtsprinzip, d. h. die Strafbarkeit nach deutschem Recht besteht unabhängig davon, wo, von wem und gegen wen sie begangen werden. Darunter fällt auch das Verschwindenlassen. Erfasst sind auch Auslandstaten zwischen ausländischen Staatsangehörigen.

## Internationales Recht

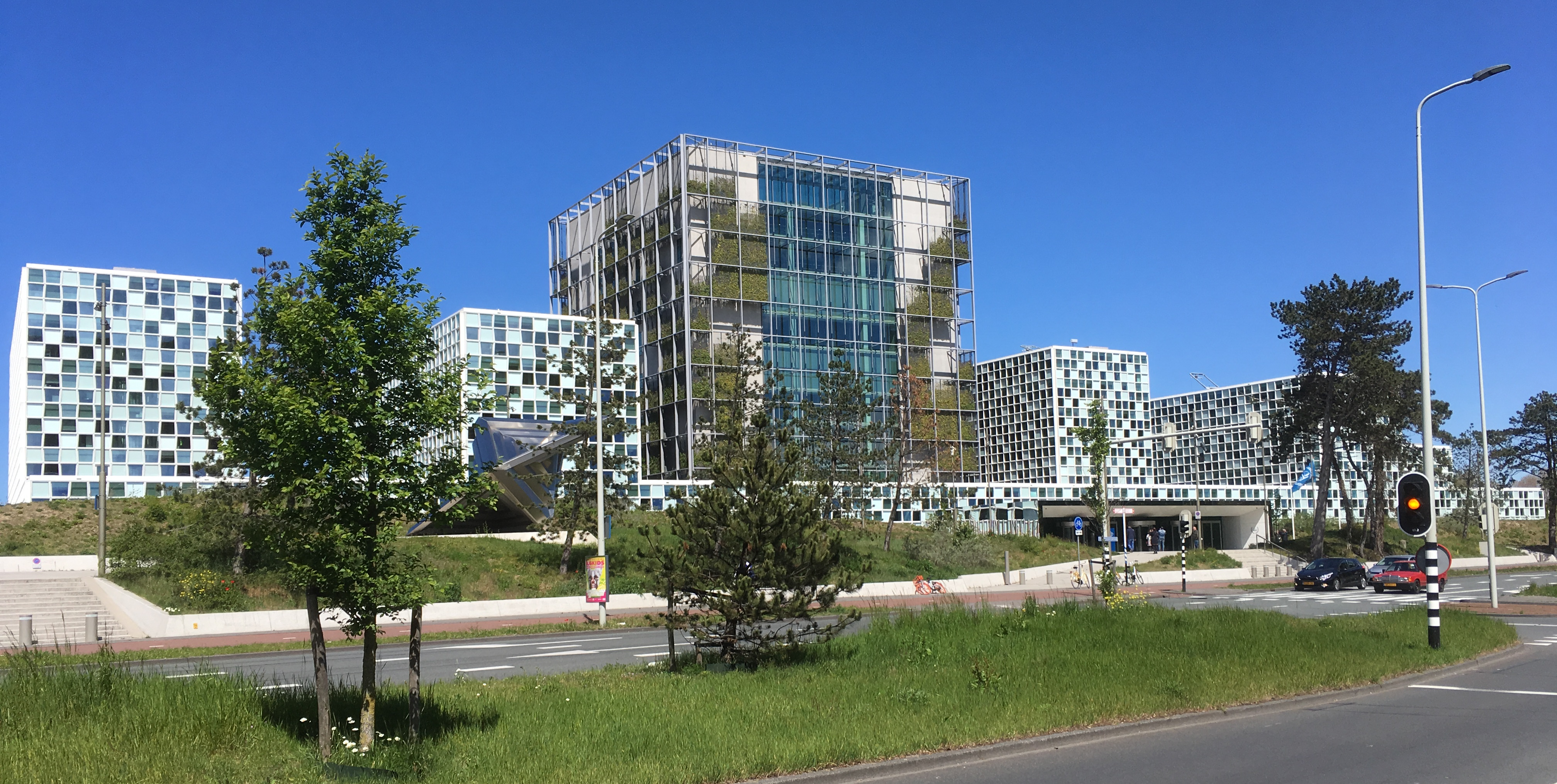
Das Gebäude des Internationalen Strafgerichtshofes in Den Haag. Seit 2002 können Verbrechen des Verschwindenlassens auch international verfolgt werden.

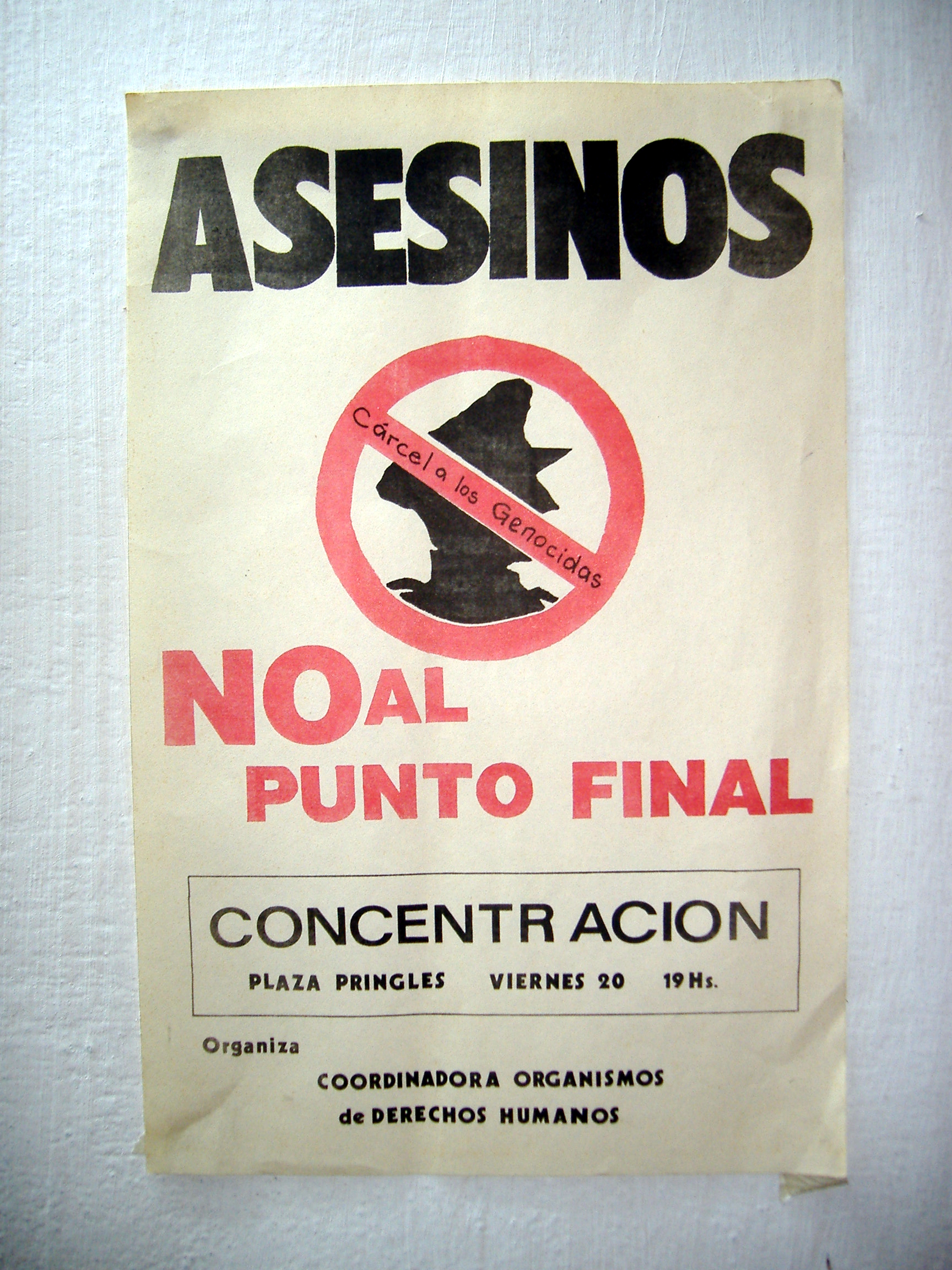
Protestplakat in Argentinien (2006) mit dem Aufruf „Mörder – Nein zum Schlussstrich!“, darunter die Ankündigung einer Demonstration

Mit dem Inkrafttreten des so genannten Rom-Statut im Jahr 2002, das die völkerrechtliche Grundlage des Internationalen Strafgerichtshofs in Den Haag bildet, wurde das Verschwindenlassen erstmals im internationalen Recht als Verbrechen gegen die Menschlichkeit kodifiziert. Zuvor war die Ahndung solcher Verbrechen außerhalb der Staaten, in denen die Taten begangen wurden, äußerst schwierig. Vor allem die unbefriedigende Situation bezüglich der mangelnden Strafbarkeit des zehntausendfachen Verschwindenlassens von Menschen in Lateinamerika während der 1970er- und 1980er-Jahre (Desaparecidos, siehe oben) führte zu erheblichen internationalen politischen und juristischen Anstrengungen, derartige Taten in Zukunft nach internationalem Recht verfolgbar zu machen. Parallel zum Rom-Statut erarbeiteten verschiedene Gremien innerhalb der UNO ab etwa 1980 schrittweise die UN-Konvention gegen Verschwindenlassen, die 2006 verabschiedet wurde und 2010 in Kraft trat.
Mit dem sukzessiven Ende der Phase der Diktaturen in Lateinamerika in den 1980er- und 1990er-Jahren hatten viele Länder unter dem Druck der Militärs weit reichende Amnestiegesetze erlassen, die die Strafverfolgung innerhalb der Länder praktisch unmöglich machten, etwa das argentinische Schlussstrichgesetz. Als Ausweg erschien, die Tatbeteiligten etwa wegen Freiheitsberaubung und Mord an Europäern oder Südamerikanern mit europäischem Pass, in europäischen Ländern zu belangen und nach Auslieferungsanträgen dort auch vor Gericht zu bringen. So wurde im Zusammenhang mit dem Verschwindenlassen von spanischen Staatsangehörigen der argentinische Offizier Adolfo Scilingo im April 2005 wegen Verbrechen gegen die Menschlichkeit von einem spanischen Gericht zu einer 640-jährigen, im Berufungsverfahren sogar zu einer 1084-jährigen Haftstrafe verurteilt. Auch die deutsche Koalition gegen Straflosigkeit tat sich in diesem Zusammenhang hervor, und der spanische Untersuchungsrichter Baltasar Garzón ließ den chilenischen Ex-Diktator Augusto Pinochet im Jahr 2000 in England verhaften.
Die Koalition gegen Straflosigkeit begann ihre Arbeit 1998 aufgrund einer Bitte des Friedensnobelpreisträgers Adolfo Pérez Esquivel und der Familienangehörigen der deutschen und deutschstämmigen argentinischen Verschwundenen, die selbst trotz jahrelanger Anstrengungen in Argentinien keine Gerechtigkeit gefunden hatten. Trotz diverser beachtlicher Erfolge waren diese juristischen Maßnahmen jedoch letztendlich stark vom Kooperationswillen der Regierungen der Täterstaaten abhängig, was den Erfolg häufig behinderte.
Für ab 2002 verübte Verbrechen sind die beschriebenen juristischen Umwege nicht mehr die einzige Möglichkeit der Strafverfolgung, weil die Täter nun – nach der Arbeitsaufnahme des Internationalen Strafgerichtshofs – auch nach internationalem Recht belangt werden können. Im Rom-Statut sind allerdings auch die für den Internationalen Strafgerichtshof (IStGH) geltenden allgemeinen Grundsätze des Strafrechts festgelegt, wie Nulla poena sine lege (keine Strafe ohne gesetzliche Grundlage) und das Rückwirkungsverbot. Wegen des juristischen Rückwirkungsverbots können vor 2002 begangene Taten generell nicht vom IStGH verfolgt werden, folglich auch nicht die Verbrechen an den Desaparecidos. Jedoch hat mit zunehmender zeitlicher Distanz auch der politische Einfluss der Militärs in Südamerika abgenommen. Deshalb wurden in jüngerer Zeit mehrere nationale Amnestiegesetze (etwa in Argentinien) für verfassungswidrig erklärt und in der Folge zahlreiche Diktatoren, Offiziere und Geheimpolizisten erneut vor Gericht gestellt und zu teilweise langen Haftstrafen verurteilt, so wie im Jahr 2010 der argentinische Ex-Diktator Jorge Rafael Videla.
Derzeit sind 121 Staaten an das IStGH-Statut gebunden. Zahlreiche Staaten, darunter die Vereinigten Staaten, Russland, die Volksrepublik China, Indien, Pakistan, die Türkei und Israel, sind bisher jedoch noch nicht Vertragspartei geworden, da sie den Internationalen Strafgerichtshof aus verschiedenen Gründen ablehnen (siehe dazu auch oben Vorgehen der USA und Geschichte des Rom-Statuts).

### Ablehnung des IStGH durch die USA
Die USA erkennen den Strafgerichtshof nicht an, so forderte die Bush-Regierung eine Immunität für US-Bürger vor dem Gericht, die der Strafgerichtshof jedoch nicht gewähren wollte. Im Jahr 2002, als das Rom-Statut für den IStGH in Kraft trat, wurde als Reaktion das US-amerikanische Gesetz American Service-Members’ Protection Act rechtskräftig, das den US-Präsidenten implizit dazu ermächtigt, eine militärische Befreiung von US-Staatsbürgern vorzunehmen, wenn diese sich in Den Haag vor dem Internationalen Strafgerichtshofs verantworten müssten. Eine Zusammenarbeit mit dem Gericht wird US-Behörden darin verboten. Wegen der impliziten Drohung der Invasion von US-Truppen wurde das Gesetz von Kritikern auch „Hague Invasion Act“ genannt, übersetzt etwa „Gesetz zur Invasion von Den Haag“.
Zudem kann nach dem Gesetz allen Staaten, die nicht Mitglied der NATO sind und das Rom-Statut völkerrechtlich ratifizieren, die US-Militärhilfe gestrichen werden. Mit mehr als 50 Staaten hatten die USA bis zum Jahr 2003 bilaterale Abkommen geschlossen, die eine Auslieferung von US-Bürgern aus diesen Ländern nach Den Haag verhindern sollen, ebenfalls im Jahr 2003 wurde 35 Staaten die Militärhilfe gestrichen, die solche Verträge nicht unterzeichnen wollten.